# 蒙塔莱格罗
蒙塔莱格罗（義大利語：Montallegro），是意大利阿格里真托省的一个市镇。总面积27.35平方公里，人口2543人，人口密度93.0人/平方公里（2009年）。ISTAT代码为084024。